# Liste von Volkskundemuseen
Ein Volkskundemuseum befasst sich mit der Geschichte und Kultur von Gruppen, die Gegenstand der Volkskunde sind. 

## Volkskundemuseen (Auswahl)

### Deutschland
- Bachmann-Museum, Bremervörde
- Bomann-Museum, Celle
- Museum für Thüringer Volkskunde Erfurt
- Geschichtenhof Wyhra in Borna, Landkreis Leipzig
- Volkskunde Museum Schleswig
- Volkskundemuseum in Schönberg, Museum für Volkskunde des Schönberger Landes
- Museum Oberschönenfeld, Gessertshausen bei Augsburg
- Mecklenburgisches Volkskundemuseum Schwerin-Mueß
- Museum der Alltagskultur, Waldenbuch
- Museum Europäischer Kulturen
- volkskundliche Sammlung im Museumsdorf Bayerischer Wald, bei Tittling
- Volkskunde- und Freilichtmuseum Roscheider Hof, Konz
- Fränkisches Museum Feuchtwangen, Feuchtwangen

### Frankreich
- Musée régional d’Auvergne
- Schloss Plaix, Volkskundemuseum

### Italien
- Museo Etnografico Siciliano Giuseppe Pitrè

### Österreich
- Steirisches Volkskundemuseum, Graz
- Volkskundemuseum Salzburg
- Österreichisches Museum für Volkskunde, Wien
- Museum für Volkskultur (Spittal an der Drau)

### Schweiz
- Appenzeller Volkskunde-Museum, Stein AR

### Türkei
- Ethnografisches Museum Ankara